# Dorfkirche Emstal

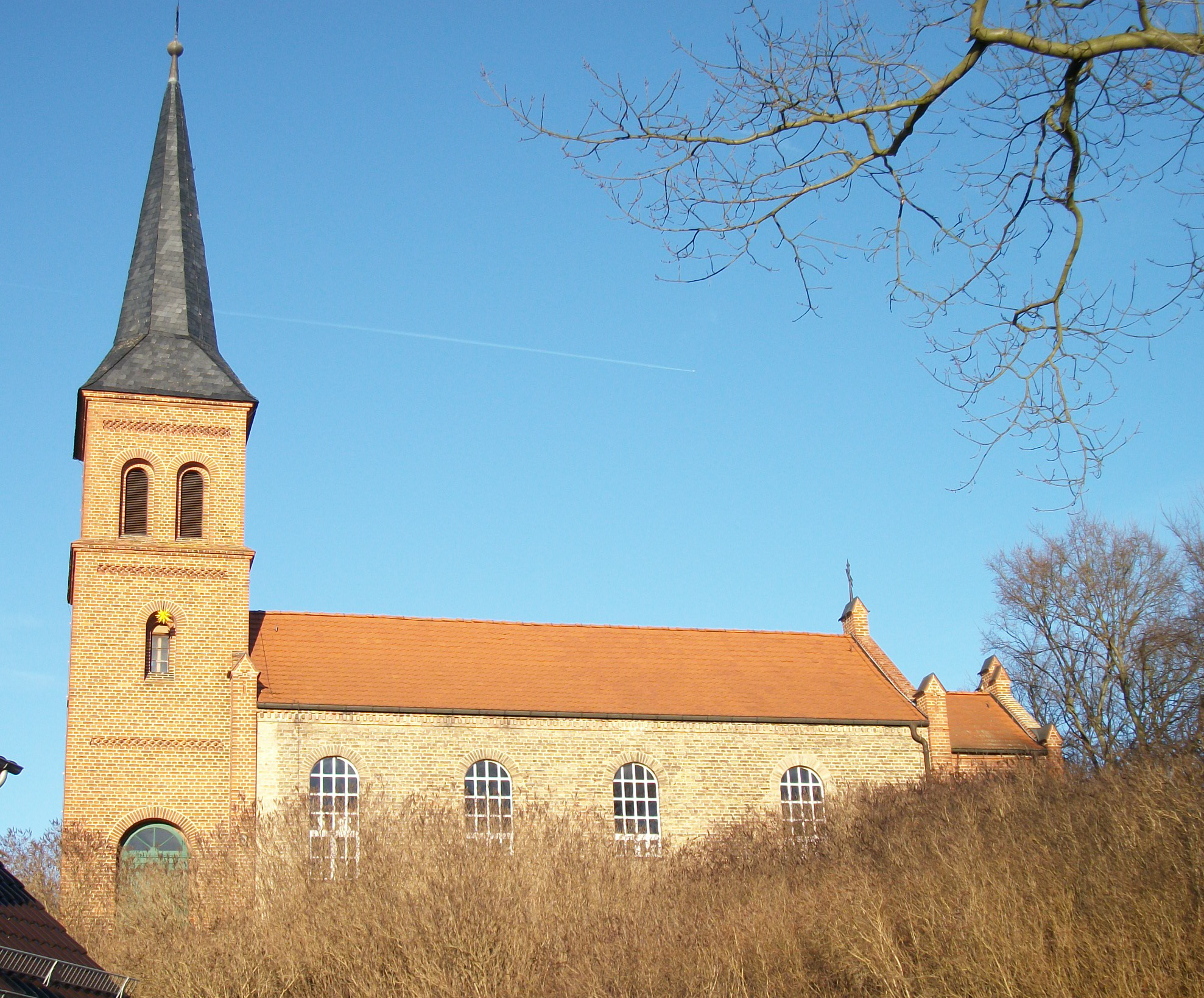
Dorfkirche Emstal

Die evangelische Dorfkirche Emstal ist eine Saalkirche in Emstal, einem Ortsteil der Gemeinde Kloster Lehnin im Landkreis Potsdam-Mittelmark im Land Brandenburg. Die Kirchengemeinde gehört zum Kirchenkreis Mittelmark-Brandenburg der Evangelischen Kirche Berlin-Brandenburg-schlesische Oberlausitz.

## Lage
Die Landstraße 88 führt als Emstaler Hauptstraße in West-Ost-Richtung durch den Ort. Die Kirche steht im westlichen Teil des Dorfes auf einer Anhöhe nördlich der Straße auf einem Grundstück, das nicht eingefriedet ist.

## Geschichte
Bereits 1220 gab es im Emstal eine erste Kirche, die 1541 durch einen Nachfolgebau ersetzt wurde. Dieser (?) wurde 1709 bei einem Brand zerstört. Das Kirchenpatronat lag bis 1542 beim Kloster Lehnin, anschließend beim Landesherrn. Auf sein Geheiß hin entstand 1711 aus Fachwerk ein Neubau. Sein Chor hatte einen Fünfachtelschluss; oberhalb des westlichen Giebels erstreckte sich ein Westturm. 1875 waren Teile des Fachwerks derart marode geworden, dass diese Fassadenteile durch gelblich-braune Mauersteine ersetzt wurden. Bei diesen Umbaumaßnahmen erhielt das Langhaus seine großen Rundbogenfenster.
Von 1885 bis 1887 gab es Überlegungen, die Kirche erheblich zu erweitern, da die Einwohnerzahl in Emstal mittlerweile stark angestiegen war. Unter der Leitung des Brandenburger Baurats Köhler wurden die Pläne in den Jahren 1889 bis 1891 umgesetzt. Das Schiff wurde nach Westen hin verlängert. Köhler konnte dabei auf dieselben Ziegel zurückgreifen, die bereits beim Austausch des Fachwerks verwendet wurden. Außerdem entstanden ein neuer Westturm sowie ein neuer Chor. Vom Vorgängerbau wurden lediglich der Sockel sowie der Dachstuhl übernommen. Im Zuge der Erweiterung entstand 1890 ein neuer Friedhof südlich des Dorfes; bis etwa 1900 fanden noch Beerdigungen um die Kirche statt.
Im Zweiten Weltkrieg wurde der Turm beschädigt und 1950 wiederhergestellt; das Dach neu eingedeckt. 1965 kam es zu einer Renovierung des Innenraums, bei der ein Großteil der ursprünglichen Kirchenausstattung entfernt wurde. Unter der Westempore entstand eine Winterkirche. Bis 1970 war Emstal eine Filialkirche von Rädel und zu keiner Zeit mit Pfarrhufen ausgestattet. Von 1992 bis 1995 erfolgte eine erneute Instandsetzung.
Das Brandenburgische Landesamt für Denkmalpflege und Archäologische Landesmuseum (BLDAM) würdigt in seiner Denkmaldatenbank die Kirche als ein „typisches Zeugnis des durch äußerste Sparsamkeit gekennzeichneten ländlichen Kirchenbaus des 19. Jh.“ Die unterschiedlichen Stilhaltungen werden dabei „nicht als Bruch, sondern als Gestaltungsmittel, das die besondere Bedeutung von Turm und Chor unterstreicht“ dargestellt. Außerdem bilde sie „durch ihre dominierende Lage und den hoch aufragenden Turm mit seinem spitzen Helm [bildet die Kirche] zudem eine weithin sichtbare Landmarke“.

## Baubeschreibung

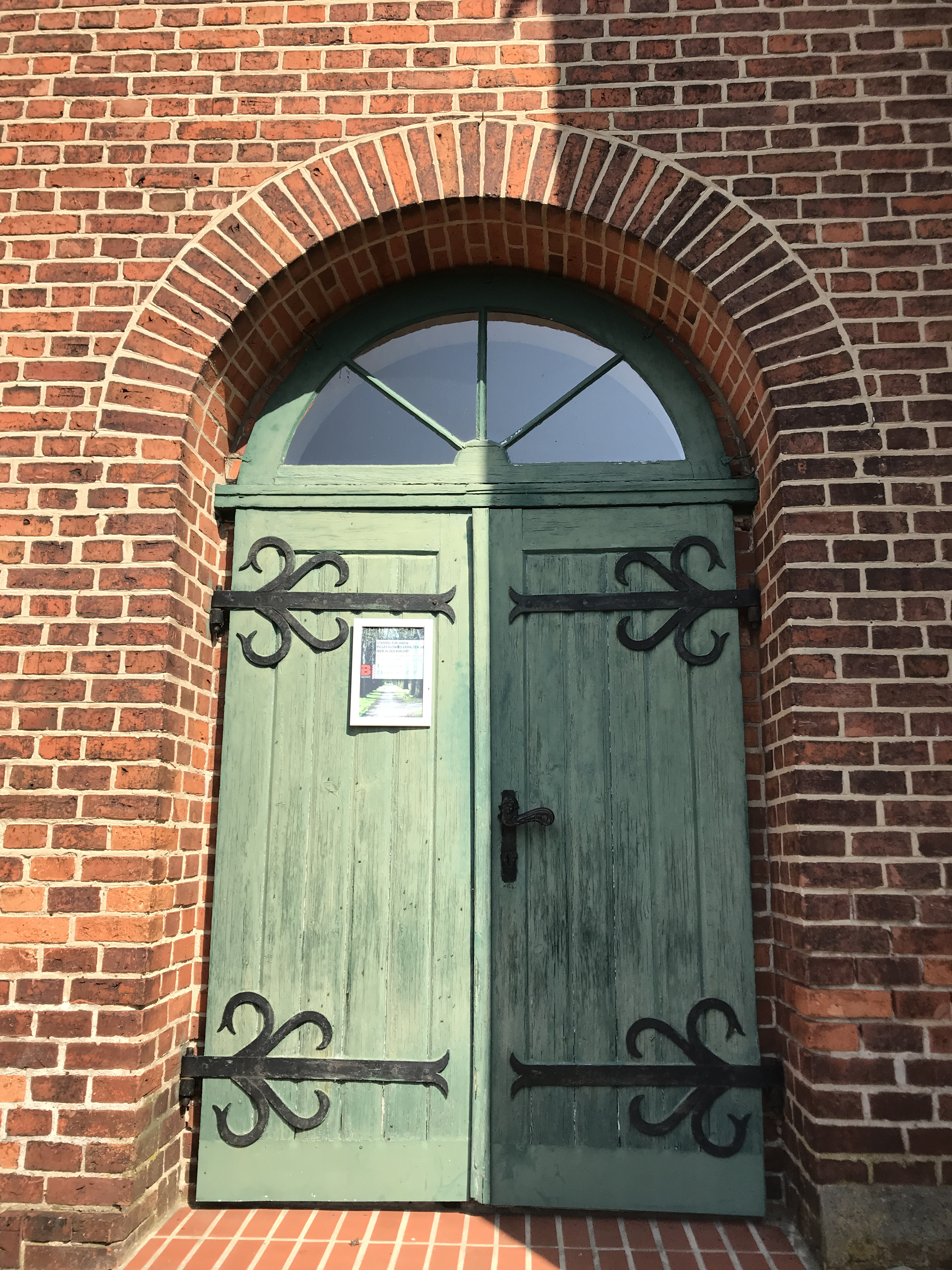
Westportal

Der Chor ist gerade und eingezogen. Am Chorschluss sind die Reste der drei zugesetzten Rundbogenfenster erkennbar. Darüber ist im Giebel ein Ochsenauge. Er entstand aus roten Ziegeln, die in einer Ziegelei in Rathenow hergestellt wurden. An der Nord- und Südwand ist je ein großes Rundbogenfenster.
Daran schließt sich nach Westen das Kirchenschiff an. Hier verwendete Köhler gelblich-bräunliche Ziegel und ließ vier hohe Rundbogenfenster an den Langwänden einbauen. Die drei östlich gelegenen Fenster an der Südseite wurden zu einem späteren Zeitpunkt verkürzt. Dort befand sich ein Vorbau mit einem Portal. Das Schiff trägt wie auch der Chor ein schlichtes Satteldach. Schiff und Chorecken sind jeweils mit Fialen verziert.
Der quadratische Kirchturm entstand wiederum aus rötlichen Ziegeln aus Rathenow. Er kann durch ein großes Rundbogenportal von Westen aus betreten werden. An der Nord- und Südseite sind je zwei kleinere Rundbogenfenster, oberhalb je ein Deutsches Band, dazwischen je ein Rundbogenfenster. Oberhalb eines Gesims ist das Glockengeschoss mit je zwei rundbogenförmigen Klangarkaden an jeder Seite. Der Turm trägt einen achtfach geknickten Turmhelm, der mit Turmkugel und Kreuz abschließt.

## Ausstattung
Der ursprünglich vorhandene Altar, die Kanzel sowie die Fünte wurden 1965 entfernt und mit schlichten rötlichen Mauersteinen neu geformt. Der Altarraum ist um eine Stufe erhöht, der Chor durch eine bogenförmige Öffnung mit einer Inschrift vom Saal abgegrenzt. Von der Ausstattung des 19. Jahrhunderts ist die Westempore, das Gestühl sowie das neoromanische Prospekt der Orgel erhalten geblieben. Das Bauwerk ist im Innern flach gedeckt und hat eine Putzdecke. Das Dachwerk stammt vermutlich noch aus dem Bau von 1711.
Die Orgel stammt aus dem Jahr 1891 und wurde von Friedrich Wilhelm Lobbes erbaut. Das Instrument besitzt sechs Register, ein Manual und ein Pedal.
Im Turm hängen zwei Glocken, die 1926 in Bochum gegossen wurden. Am Aufgang zur Kirche steht ein Obelisk, der an die Gefallenen des Ersten Weltkrieges erinnert. Er wird von einer Linde und einer Roteiche umrahmt.